# 연예정보채널
연예정보채널은 1995년 개국한 연예 전문 채널이었다. 2000년에 ETN이 되었다.